# Петьків
Пе́тьків — село в Чернігівській області України. Входить до складу Талалаївської селищної громади. За адміністративним поділом до липня 2020 року село входило до Талалаївського району, а після укрупнення районів входить до Прилуцького району. До 2020 року було підпорядковане Рябухівській сільській раді.  Населення — 102 особи, площа — 0,362 км².

## Історія
На мапі РСЧА 1941 року - х.Петьків на 30 дворів.